# Kanton Aulnay-sous-Bois
Kanton Aulnay-sous-Bois is een kanton van het Franse departement Seine-Saint-Denis.
Het kanton is op 22 maart 2015 gevormd door de fusie van de kanton Aulnay-sous-Bois-Nord en -Sud en maakt deel uit van het arrondissement Le Raincy

## Gemeenten
Het kanton Aulnay-sous-Bois omvat de volgende gemeente:
- Aulnay-sous-Bois